# Třída Lupo
Třída Lupo je třída víceúčelových fregat vyvinutých pro italské námořnictvo loděnicí Cantieri Navali Riuniti (CNR). Celkem bylo postaveno 18 lodí této třídy. Prototyp byl do služby přijat roku 1977. Jejich hlavním uživatelem byla Itálie, ale na stavbu fregat se podařilo získat zakázky i v Peru a Venezuele. Čtyři fregaty postavené pro Irák nebyly dodány kvůli zbrojnímu embargu a italské námořnictvo je zařadilo jako třídu Artigliere. Italské fregaty této třídy byly vyřazeny do roku 2019. V roce 2023 u zahraničních uživatelů sloužilo ještě dvanáct fregat této třídy.

## Stavba
Jednotky třídy Lupo / Artigliere:
| Jméno                    | Uživatel      | Spuštěna na vodu | Vstup do služby    | Status |
| ------------------------ | ------------- | ---------------- | ------------------ | --- |
| Lupo (F 564)             | Itálie / Peru | 1976             | 20. září 1977      | Prodána do Peru, zařazena 3. listopadu 2004 jako BAP Palacios (FF 56), aktivní.                                                                     |
| Sagittario (F 565)       | Itálie / Peru | 1977             | 18. listopadu 1978 | Prodána do Peru, zařazena 23. ledna 2006 jako BAP Quiñónes (FF 58), aktivní.                                                                        |
| Perseo (F 566)           | Itálie / Peru | 1978             | 1. března 1980     | Prodána do Peru, zařazena 26. června 2006 jako BAP Bolognesi (FF 57), aktivní.                                                                      |
| Orsa (F 567)             | Itálie / Peru | 1979             | 1. března 1980     | Prodána do Peru, zařazena 3. listopadu 2004 jako BAP Aguirre (FF 55), aktivní.                                                                      |
| Artigliere (F 582)       | Itálie        | 1983             | 5. července 1996   | vyřazena 13. prosince 2013 |
| Aviere (F 583)           | Itálie        | 1984             | 5. července 1996   | vyřazena 2. října 2019 |
| Bersagliere (F 584)      | Itálie        | 1985             | 5. července 1996   | vyřazena 17. dubna 2018 |
| Granatiere (F 585)       | Itálie        | 1984             | 5. července 1996   | vyřazena 30. září 2015 |
| Carvajal (FF 51)         | Peru          | 1976             | 5. února 1979      | Vyřazena 23. prosince 2013, od 9. února 2014 provozována Peruánskou pobřežní stráží jako Guardiamarina San Martín (PO 201), vyřazena 21. září 2022. |
| Villavicencio (FF 52)    | Peru          | 1978             | 25. června 1979    | vyřazena 21. září 2022. |
| Montero (FF 53)          | Peru          | 1982             | 29. července 1984  | Aktivní |
| Mariátegui (FF 54)       | Peru          | 1984             | 28. prosince 1987  | Aktivní |
| Mariscal Sucre (F-21)    | Venezuela     | 1978             | 14. července 1980  | Aktivní |
| Almirante Brión (F-22)   | Venezuela     | 1979             | 7. března 1981     | Aktivní |
| General Urdaneta (F-23)  | Venezuela     | 1979             | 7. srpna 1981      | Aktivní |
| General Soublette (F-24) | Venezuela     | 1980             | 4. prosince 1981   | Aktivní |
| General Salóm (F-25)     | Venezuela     | 1980             | 30. dubna 1982     | Aktivní |
| Almirante García (F-26)  | Venezuela     | 1980             | 30. července 1982  | Aktivní |

## Konstrukce

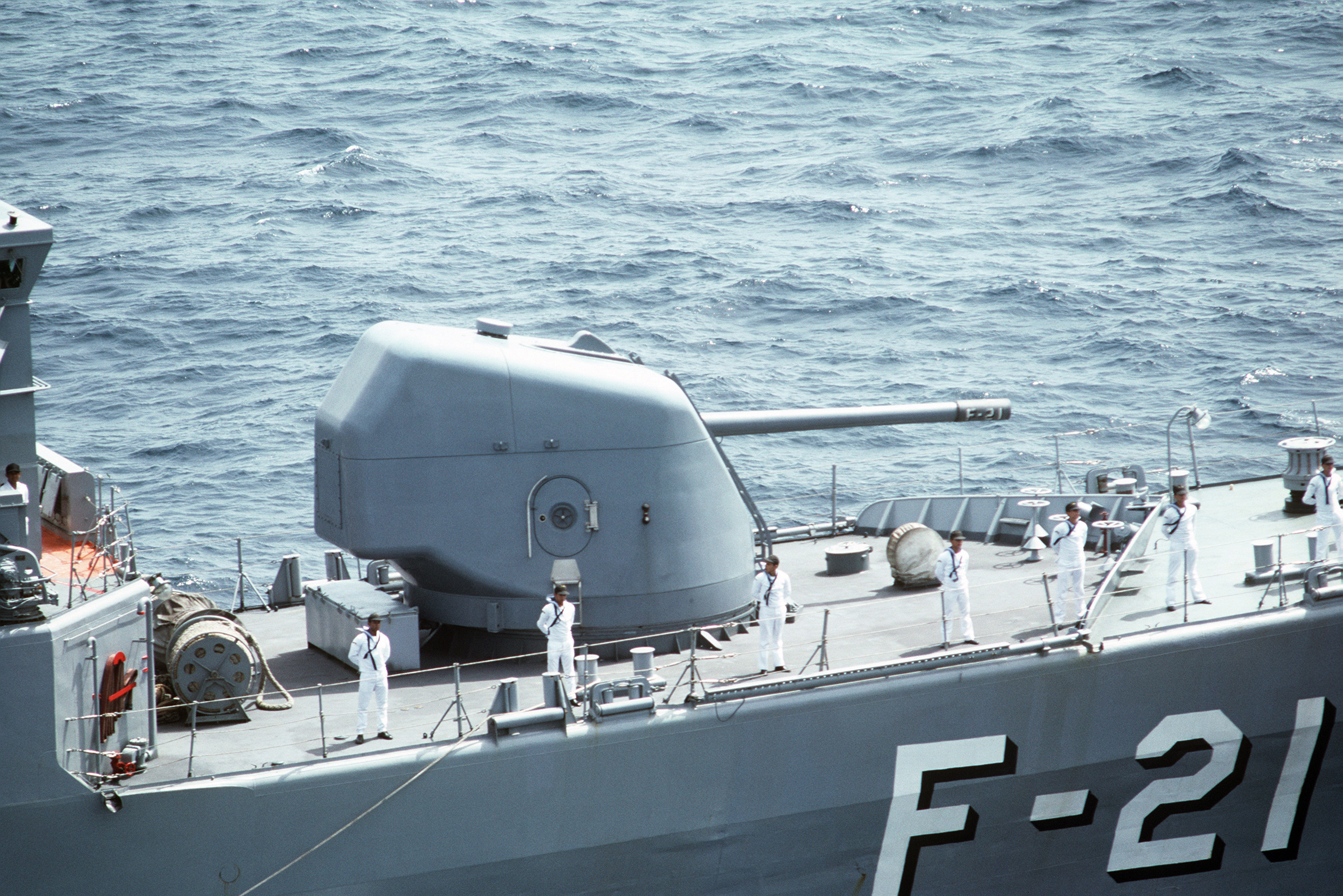
127mm kanón fregaty Mariscal Sucre

Hlavňovou výzbroj tvoří jeden 127mm kanón (délka hlavně 54 ráží) v dělové věži na přídi a dva dvojhlavňové 40mm kanóny Bofors (délka hlavně 70 ráží) systému DARDO ve věžích po stranách hangáru. Osm protilodních střel Otomat Mk 2 je umístěno po stranách nástavby a hangáru. Na střeše hangáru je navíc osminásobné vypouštěcí zařízení protiletadlových střel RIM-7 Sea Sparrow. Protiponorkovou výzbroj představují dva tříhlavňové 324mm protiponorkové torpédomety. Na palubě je přistávací plocha a hangár pro jeden vrtulník, obvykle typu AB-204 či AB-212. Pokud je hangár složený, může být na palubě ještě druhý vrtulník.
Pohonný systém je koncepce CODOG. Při běžné plavbě lodě pohání dva diesely GMT 230-20M, díky kterým mohou plout rychlostí až 20 uzlů. V bojové situaci lodě pohání pouze dvě plynové turbíny General Electric LM2500. Nejvyšší rychlost je v takovém případě 35 uzlů.

## Uživatelé

### Itálie

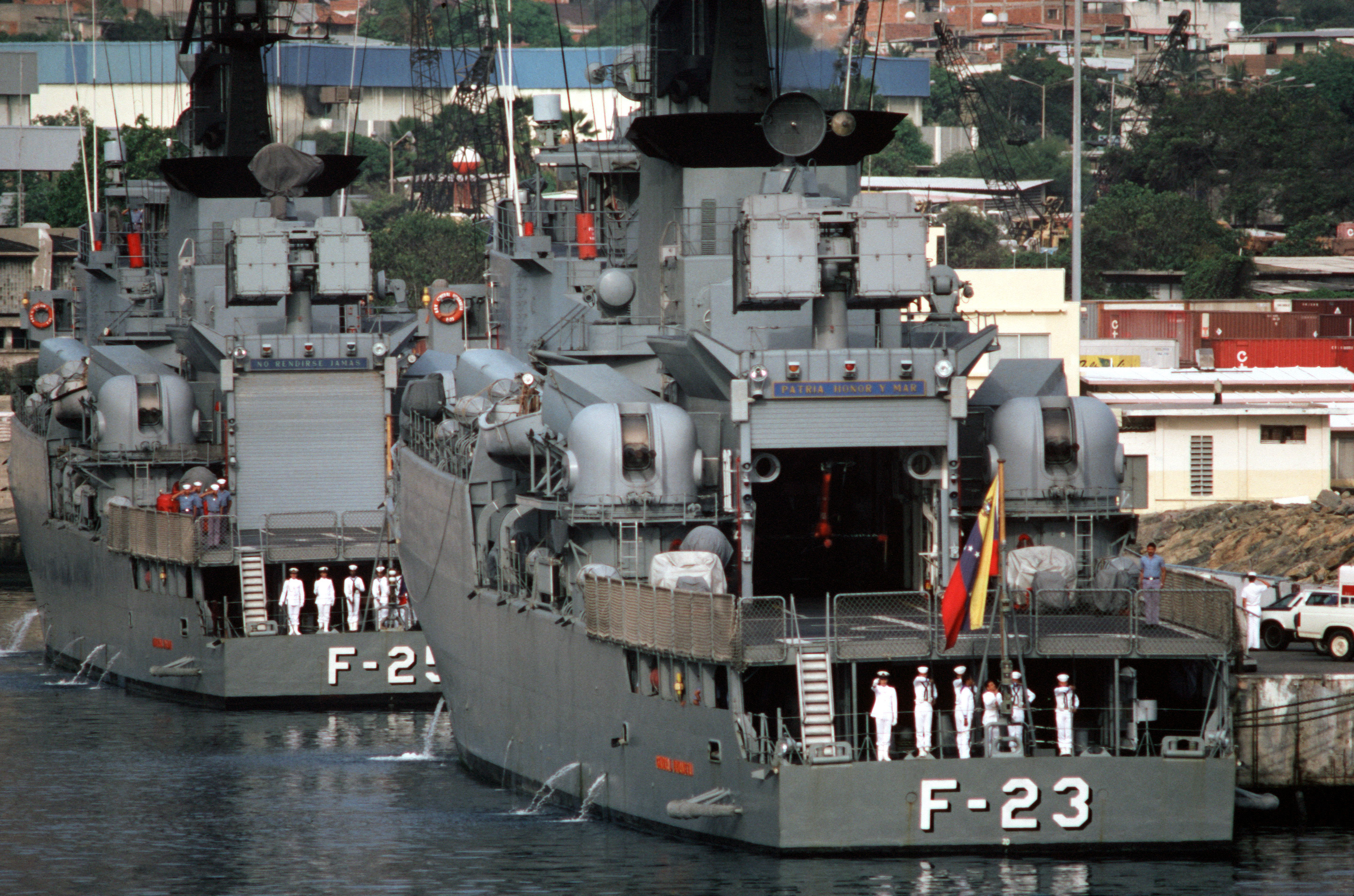
Zakotvené fregaty General Urdaneta a General Salóm. Dobře je patrný hangár pro vrtulník, po jehož stranách jsou věže systému DARDO. Na střeše je osminásobné silo Albatros pro střely Aspide a patrné jsou i kontejnery protilodních střel.

Italské námořnictvo nejprve v letech 1977–1980 zařadilo do služby čtyři fregaty – Lupo, Sagittario, Perseo a Orsa. Tyto fregaty byly na počátku 90. let modernizovány a po roce 2000 vyřazeny a prodány do Peru. Druhá čtveřice fregat – Artigliere, Aviere, Bersagliere a Granatiere, byla původně stavěna pro Irácké námořnictvo. Jelikož však vypukla Íránsko-irácká válka a na dovoz zbraní do těchto zemí bylo uvaleno embargo, fregaty téměř 10 let marně čekaly na jiného kupce a nakonec je do roku 1996 převzali Italové jako třídu Artigliere. Všechny byly upraveny pro potřeby nového vlastníka, například byla odstraněna jejich protiponorková výzbroj a střely RIM-7 Sea Sparrow nahradil typ Aspide.

### Peru

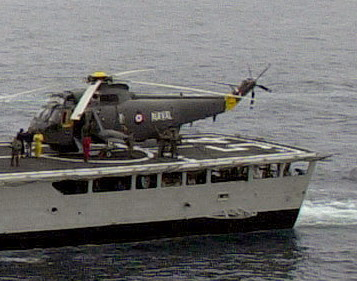
Těžký protiponorkový vrtulník na zádi fregaty Mariategui

Peruánské námořnictvo zakoupilo fregaty Carvajal, Villavisencio, Montero a Mariátegui. První dvě byly postaveny v Itálii a dokončeny v roce 1979, zatímco druhý pár stavělo Peru v licenci v přístavu Callao a dokončilo je mezi lety 1984–1987. Lišily se například použitými radary a střelami Aspide namísto typu Sea Sparrow. V letech 2004–2006 k nim Peru přikoupilo vyřazené italské fregaty Aguirre, Palacios, Bolognesi a Quiñones, téže třídy.

### Venezuela
Venezuela v letech 1980–1982 zařadila do svého námořnictva šest fregat této třídy, pojmenovaných Mariscal Sucre (F 21), Almirante Brión (F 22), General Urdaneta (F 23), General Soublette (F 24), General Salóm (F 25) a Almirante García (F 26).
V letech 1998–2002 byly první dvě fregaty modernizovány americkou loděnicí Ingalls Shipbuilding. Modernizace dalších plavidel byla zastavena po převzetí vlády Hugem Chávezem. Menší opravy fregaty General Soublette byly provedeny ve Venezuele, avšak další provoz třídy výrazně zkomplikovalo embargo na dovoz náhradních dílů z roku 2006. Fregaty General Urdaneta, General Salóm a Almirante García proto byly od roku 2004 odstaveny v loděnici DIANCA. V roce 2015 bylo oznámeno, že opravu a modernizaci fregaty General Soublette zajistí kubánská loděnice Astillero Empesa Militar Industrial Gramna. Ta však s opravou západních plavidel nemá zkušenosti.